# Massacro di Biscari
Per massacro di Biscari si intendono due diversi crimini di guerra compiuti il 14 luglio 1943 su iniziativa di un capitano e di un sergente statunitensi durante la campagna di Sicilia nella seconda guerra mondiale. Durante gli episodi vennero uccisi in totale settantatré prigionieri di guerra tedeschi e italiani nelle campagne di Piano Stella, vicino a Biscari. Gli esecutori dei massacri, il sergente Horace West e il capitano John Compton, furono entrambi sottoposti alla corte marziale, il primo venne condannato all'ergastolo ma nel 1944 fu riammesso nell'esercito e combatté ancora in Italia, il secondo venne prosciolto e trovò la morte in combattimento durante la battaglia di Cassino.

## Contesto storico

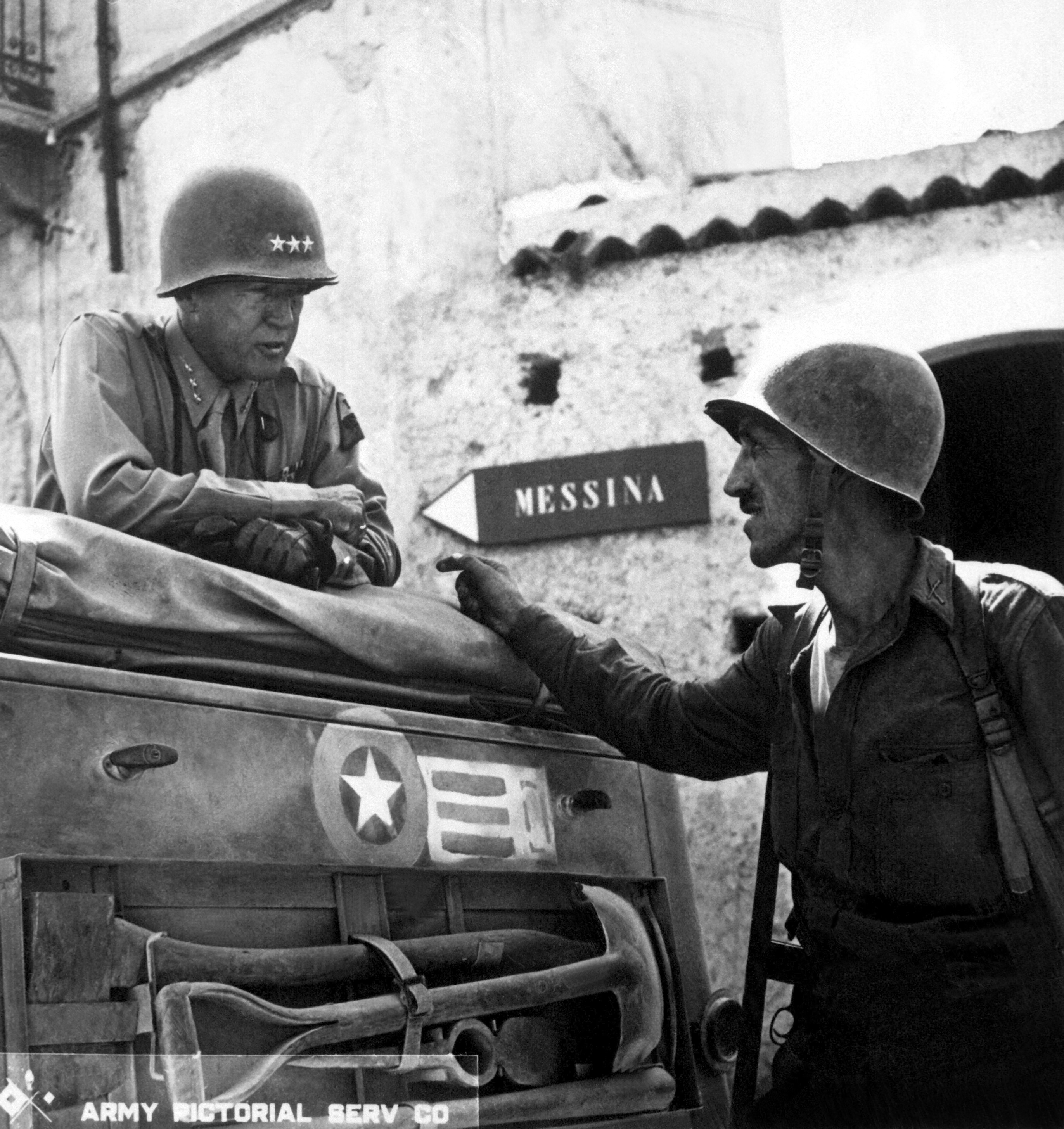
Patton in Sicilia durante la campagna d'Italia

Durante l'avanzata della 7ª Armata statunitense di George Smith Patton verso Palermo, la 45ª Divisione di fanteria fu inviata alla conquista dell'aeroporto di Biscari, incontrando l'accanita resistenza della divisione Hermann Göring, la quale, seppur in ritirata, riuscì a compiere efficaci azioni di retroguardia e occasionalmente contrattacchi per ostacolare l'avanzata statunitense.
La prolungata lotta lungo la Strada provinciale 115 per la conquista del campo d'aviazione diede origine a due crimini di guerra nati su iniziative separate: il capitano Compton e il sergente West del 180º Reggimento della 45ª Divisione uccisero settantatré prigionieri di guerra italiani.

Il 27 giugno 1943 ad Orano, prima dell'invasione, il generale Patton aveva parlato personalmente alla divisione, avvertendo gli uomini di cosa li avrebbe aspettati in Sicilia. Il generale Albert Coady Wedemeyer, presente quel giorno, ricordò: 
Dopo lo sbarco le truppe della 45ª divisione si resero subito conto della veridicità delle parole di Patton, come evidenziarono subito incidenti simili a quelli che avvennero l'anno successivo in Normandia. Un tenente ricordò come in Sicilia «le atrocità tedesche imperversavano e così i nostri compivano rappresaglie. Il mio autista fu catturato, legato ad un albero e fucilato da quelli della Göring. Poi avemmo a che fare con un'altra astuzia tedesca. Si alzavano senza le armi, agitando le mani in aria e gridando "Kamerad!". Poi quando noi ci avvicinavamo, si lasciavano cadere appiattendosi a terra e altri tedeschi, nascosti dietro di loro, aprivano il fuoco su di noi. Perdemmo molti uomini in questo modo. Le perdite furono gravi e la consuetudine di prendere prigionieri fu abbandonata da entrambe le parti».

## I massacri

### La strage del sergente West
A metà mattinata del 14 luglio il 1º battaglione del 180º fanteria avanzò tra il fumo e le fiamme lungo il fiume Ficuzza, snidando dalle caverne e dalle postazioni difensive gli italiani e i tedeschi rimasti indietro durante la ritirata. Vennero rastrellati quarantacinque soldati, di cui tre tedeschi. I prigionieri vennero fatti sedere lungo le sponde del fiume in secca, e privati delle scarpe per scoraggiarne la fuga. Un maggiore separò nove tra i più giovani, che si riteneva parlassero più facilmente, e li consegnò assieme agli altri prigionieri al sergente della compagnia A, Horace T. West, con una piccola scorta, perché li conducesse nelle retrovie. 
I prigionieri divisi in due colonne, percorsero qualche centinaio di metri fino ad un uliveto sopra il torrente. West intimò l'alt e separò i nove da interrogare dagli altri, poi si fece dare dal sergente maggiore della compagnia, Haskell Brown, un mitra Thompson, «per sparare a quei figli di puttana». Grown glielo diede assieme ad un caricatore di riserva e West aprì il fuoco. Sopravvissero tre uomini, che riuscirono a fuggire tra gli alberi e a nascondersi, mentre altri trentasette furono uccisi. West ordinò poi ai nove di alzarsi e proseguire. 
Tra i sopravvissuti ci fu l'aviere Giuseppe Giannola, questi, in una relazione inviata al Comando Aeronautica della Sicilia, ricordò: «Fummo avviati nelle vicinanze di Piano Stella ove fummo poi raggiunti da un altro contingente di prigionieri italiani del Regio Esercito, e questi ultimi in numero circa di 34. Tutti fummo schierati per due di fronte - un sottufficiale americano, mentre altri 7 ci puntavano con il fucile per non farci muovere, col fucile mitragliatore sparò a falciare i circa 50 militari che si trovavano schierati. Il dichiarante rimasto ferito al braccio destro [rimase] per circa due ore e mezzo sotto i cadaveri, per sfuggire ad altra scarica di fucileria, dato che i militari anglo americani rimasero sul posto molto tempo per finire di colpire quelli rimasti feriti e agonizzanti».

### La strage del capitano Compton
Poche ore dopo la strage compiuta da West, i carri armati tedeschi al contrattacco riconquistarono l'aeroporto di Biscari, costringendo il 180º a ritirarsi dentro una gola a sud della pista. Gli scontri proseguirono per tutto il pomeriggio, fino a quando i soldati tedeschi furono messi definitivamente in fuga. Durante lo scontro la compagnia C del 1º battaglione si infilò in una forra e una dozzina di uomini morì falciati da una mitragliatrice tedesca. Poi da un grande bunker scavato nella roccia uscirono con le mani alzate trentasei italiani, cinque in abiti civili
Il comandante della compagnia C, il venticinquenne capitano John T. Compton, ordinò a un tenente di riunire un plotone d'esecuzione e «uccidere questi cecchini». Il plotone fu pronto in pochissimo tempo e trentasei italiani caddero a terra, morti. Di questo gruppo si salvarono solo due italiani (il caporale Virginio De Roit e il soldato Silvio Quaggiotto) che ai primi colpi riuscirono a darsi alla fuga e a nascondersi presso il torrente Ficuzza.

### Le prime reazioni
Il mattino del 15 luglio, intorno alle 10:30, il tenente colonnello William E. King, cappellano della 45ª Divisione, mentre percorreva su una jeep la strada di Biscari per andare all'aeroporto, trovò una fila di cadaveri italiani e tedeschi vicino ad alcuni ulivi, e a pochi metri da una grande quantità di bossoli. Notò che: «i più erano proni, alcuni erano supini», e «tutti quelli con la faccia in su avevano un foro di proiettile appena a sinistra della spina dorsale, nella regione del cuore». Molti erano anche feriti alla testa, con i capelli bruciacchiati a causa di colpi sparati a breve distanza. Vedendo il cappellano alcuni soldati statunitensi gli si avvicinarono affermando che erano andati in guerra per combattere quel genere di cose e che «si vergognavano dei loro compatrioti». Il cappellano tornò rapidamente al comandi divisionale per riferire ciò che aveva visto..
In poco tempo il comandante del II corpo della 7ª Armata, Omar Bradley, venne a conoscenza dei fatti e si recò a Gela a riferire tutto ciò a Patton, il quale, disse Bradley, liquidò bruscamente la questione come «una probabile esagerazione». Lo stesso Patton annotò la risposta nel suo diario. Patton inoltre disse a Bradley di comunicare all'ufficiale di certificare che i morti erano cecchini oppure che avevano tentato la fuga «perché l'episodio avrebbe provocato un putiferio sulla stampa e mandato su tutte le furie i civili» aggiungendo: «Tanto quelli sono morti e perciò non si può più fare niente per loro».
Anche due corrispondenti di guerra che avevano visto i cadaveri andarono da Patton a protestare contro le stragi di prigionieri, e assicurò loro che avrebbe posto fine alle atrocità. Bradley dal canto suo non riferì a West e Compton quanto suggerito da Patton, e ordinò che i due fossero deferiti a una corte marziale per il premeditato assassinio di settantatré prigionieri di guerra.
Ancora il 18 luglio Patton scrisse a George Marshall che le truppe nemiche avevano messo delle cariche esplosive sotto i loro morti e «fatto ricorso a cecchinaggio dietro le linee». Queste azioni, continuò, avevano provocato «la morte di parecchi altri italiani, ma secondo me le uccisioni sono del tutto giustificate». Bradley si disse in disaccordo, e dopo una prima inchiesta condotta dall'ispettore generale della 45ª divisione, fu concluso che non c'era stata «alcuna provocazione da parte dei prigionieri [...] che erano stati massacrati». Patton a quel punto cedette e si disse favorevole a processare i due sottufficiali.

## Conseguenze
Il Capitano Compton comparve in segreto davanti alla corte marziale solo a marzo, dopo essersi ristabilito dalla malaria che l'aveva colpito nei giorni immediatamente successivi al massacro. La sua difesa sosteneva che il discorso pronunciato a Orano da Patton equivaleva all'ordine di annientare i cecchini. Compton testimoniò che: «Ho ordinato di fucilarli perché ho pensato che fossero queste le istruzioni del generale. [...] L'ho preso in parola». Il procuratore militare non sollevò alcuna obiezione e Compton fu assolto il 23 ottobre, quindi tornò alla sua divisione, ma venne trasferito al 179º reggimento. Morì poche settimane dopo, l'8 novembre, durante la battaglia di Cassino.
Il caso di West fu più complicato; come Compton anch'esso fu sottoposto ad un esame psichiatrico e dichiarato sano. E come Compton anch'egli sostenne di aver agito in base agli ordini impliciti che il generale Patton aveva esplicitato durante il suo discorso di Orano, ammettendo però che forse aveva «valutato male» le sue parole. Il tribunale militare sentenziò che egli aveva «con premeditazione, consapevolmente, deliberatamente, delittuosamente e illegalmente ucciso trentasette prigionieri di guerra, nessuno dei quali si conosce il nome, ognuno dei quali è un essere umano».
Fu condannato all'ergastolo da scontare in un penitenziario a New York, ma West non lasciò mai il Mediterraneo durante la guerra, né fu congedato con disonore. Se il sergente fosse stato imprigionato in patria, l'accaduto sarebbe diventato di dominio pubblico e anche i paesi dell'Asse ne sarebbero venuti a conoscenza, così per evitare rappresaglie contro i soldati alleati e per evitare la riprovazione dell'opinione pubblica statunitense, fu deciso di offrire a West un'altra possibilità. Fu incarcerato in Nordafrica, il 23 novembre 1944 gli venne riconosciuta l'infermità mentale temporanea, fu graziato e riprese servizio come soldato semplice sul fronte italiano. Morì negli Stati Uniti nel gennaio 1974.
Anche il generale Patton fu messo sotto torchio dall'Ispettore generale del Ministero della Guerra tenente colonnello C.E. Williams, prima degli sbarchi in Normandia. L'Ispettore generale nel suo rapporto concluse che non c'era colpevolezza da parte sua e che gli avvocati difensori avevano usato metodi «di scarsa etica» per tentare di creare una cortina fumogena utilizzando Patton come capro espiatorio. Il generale fu criticato duramente da Dwight D. Eisenhower, e durante la campagna di Sicilia i rapporti tra i due si raffreddarono molto. I primi attriti nacquero il 12 luglio, quando la squadra navale della 7ª Armata aveva per errore aperto il fuoco contro gli aerei dell'82ª Divisione aviotrasportata che erano diretti per dare manforte alla testa di ponte di Gela. 
L'episodio di Biscari quindi peggiorò ulteriormente i rapporti tra i due generali e durante un pranzo privato in Inghilterra, Eisenhower disse a Patton: «George tu parli troppo». Questi con aria di sfida replicò: «Se tu mi ordini di non farlo, smetterò. Altrimenti continuerò a influenzare le truppe nel solo modo che conosco, un modo che alla lunga ha dato risultati».